# Дабады
Даба́ды — метеостанция (населенный пункт) в Усольском районе Иркутской области.
Расположена на левом берегу реки Китой. Является самым верхним населённым пунктом на реке.
Рядом с метеостанцией на берегу стоит памятник местному жителю Валентину Ивановичу Федорову, погибшему в 1982 году в результате нападения медведя-шатуна. Работники станции отправились с собаками на поиски пропавшего, собаки быстро вывели на зверя, который был застрелен. В конце 80-х череп медведя еще висел на стенке у начальника станции.